# ليندا كاي هينينج
ليندا كاي هينينج (بالإنجليزية: Linda Kaye Henning)‏ هي مغنية وممثلة أمريكية، ولدت في 16 سبتمبر 1944 في لوس أنجلوس في الولايات المتحدة.

## وصلات خارجية
- ليندا كاي هينينج على موقع IMDb (الإنجليزية)
- ليندا كاي هينينج على موقع ألو سيني (الفرنسية)
- ليندا كاي هينينج على موقع أول موفي (الإنجليزية)
- ليندا كاي هينينج على موقع إن إن دي بي (الإنجليزية)
- ليندا كاي هينينج على موقع قاعدة بيانات الفيلم (الإنجليزية)
- ليندا كاي هينينج على موقع كينوبويسك (الروسية)